# 澳門2007年度頒授勳章、獎章和獎狀名單
澳門特別行政區2007年度勳章、獎章和獎狀名單於2007年12月19日由行政長官簽署行政命令，在《澳門特別行政區政府公報》公布，共有42名社會人士和實體獲授勳，表揚他們在個人成就、社會貢獻或服務澳門特別行政區方面的傑出表現。而頒授儀式於2008年1月25日在澳門文化中心大劇院舉行。

## 授勳名單

### 榮譽勳章
大蓮花榮譽勳章
- 何鴻燊
- 梁雪予[1]

金蓮花榮譽勳章
- 彭彼得

銀蓮花榮譽勳章
- 顏延齡

### 功績勳章
專業功績勳章
- 何美華
- 林中賢
- 梁奀

工商功績勳章
- 王守基
- 高開賢
- 蘇鈺龍

旅遊功績勳章
- 李維士
- 黃錦泉

教育功績勳章
- 阮宇華
- 鄭文玲修女

文化功績勳章
- 李玉田
- 土生人樂隊

仁愛功績勳章
- 飛迪華
- 羅少霞
- 母親會

體育功績勳章
- 陳永傑
- 崔德江
- 賈瑞
- 蔡良蟬

### 傑出服務獎章
英勇獎章
- 廉政公署反貪局調查二廳D組

勞績獎章
- 李子良
- 郭志強
- 郭歡歡
- 關冠芬
- 澳門行政暨公職局公眾服務暨諮詢中心

社會服務獎章
- 伍瑞安
- 吳秀琼
- 梁顯達

### 獎狀
榮譽獎狀
- 唐澤聖
- Anthony Francis Fernandes
- Maria Antónia Nicolau Espadinha

功績獎狀
- 王衡鏘
- 席成清
- 楊浩源
- 鄭志威
- 第二屆亞洲室內運動會中國澳門南獅代表隊
- 澳門弱智人士服務協會
- 濠江中學步操旗樂隊

## 資料來源及注釋
1. ↑  又名梁披雲

- 《華夏經緯》澳門向傑出人士授勳 何鴻燊等獲大蓮花榮譽勳章[]
- 《大公報》澳門公佈獲勳章獎章獎狀者名單
- 《國際日報》澳門特區政府公佈獲勳章、獎章和獎狀者名單[]
- 【新浪網】何鴻燊獲授大蓮花勳章
- 【YeahMacau!】受勳人士談感受[永久]